# Тарпіщев Шаміль Анвярович
Шаміль Анвярович Тарпіщев (тат. Шамил Әнвәр улы Тарпищев рід. 7 березня 1948, Москва) — тенісист, тренер, діяч радянського і російського спорту. Президент Федерації тенісу Росії.

## Біографія
Народився 7 березня 1948 року в Москві. Батько - Анвяр Белялович Тарпіщев (1913-1995). Мати - Марьям Алієвна Тарпіщева (1922-2003). Батьки Шаміля Тарпіщева народилися і виросли в Мордовії, в татарському селі Татарські юнки. Сини - Амір (1987 р н.) і Філіп (1994 р.н.).
Закінчив Державний центральний інститут фізичної культури. Успішно брав участь в російських і міжнародних змаганнях з тенісу. Майстер спорту (1966). У 1970-ті роки з Тарпіщевим грав Володимир Набоков   Перед проходженням строкової служби в Збройних Силах виграв престижний турнір з тенісу і відправився в Тамбовську обл., в команду ЦСКА. Тренувався у В.О. Клейменова .

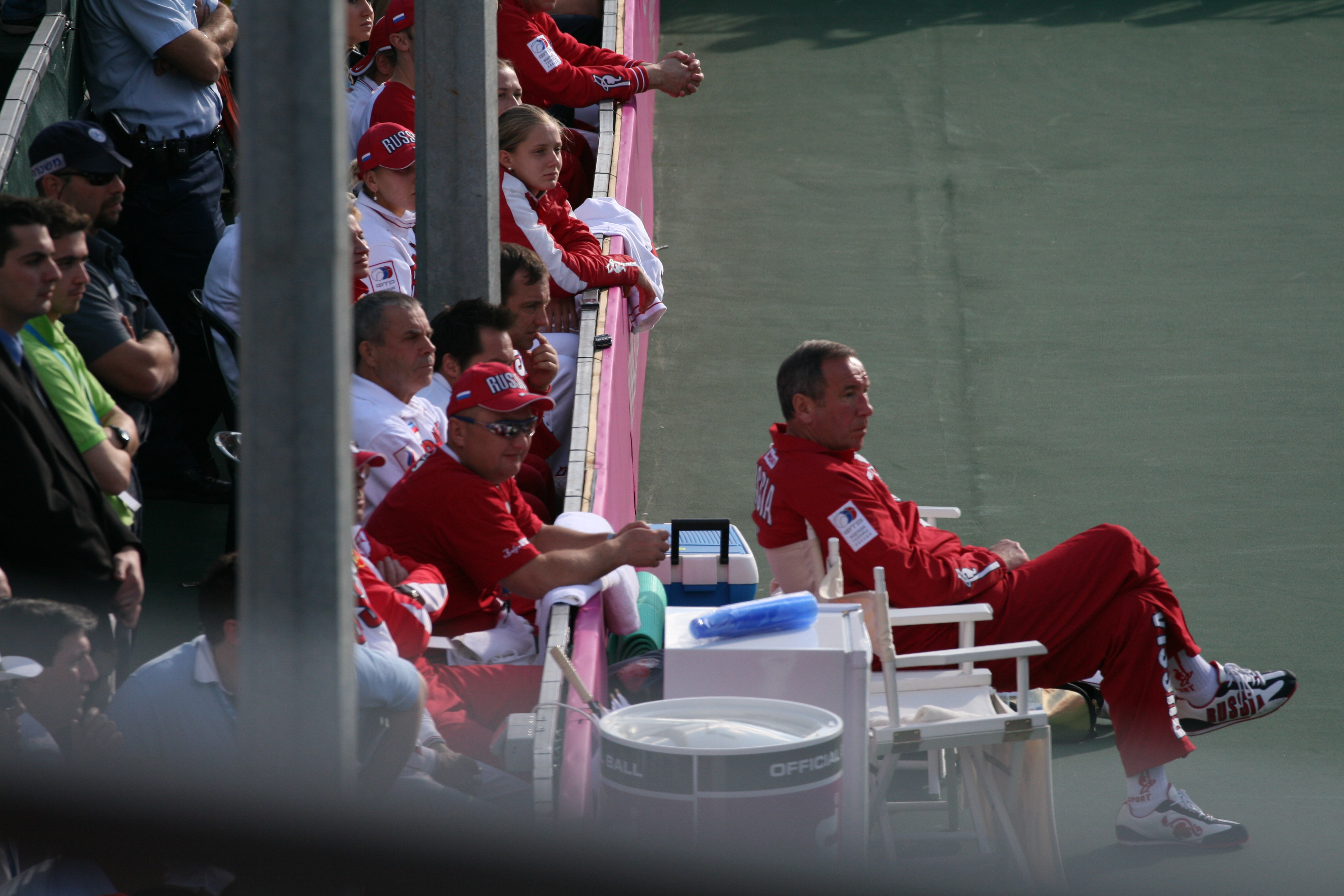
Шаміль Тарпіщев - капітан жіночої збірної Росії з тенісу. Матч Кубка Федерації проти команди Ізраїлю, 2008 рік.

З 1974 року на тренерській роботі - старший тренер МДР ДСТ «Динамо», головний тренер збірної команди СРСР (1974-1991); капітан збірних команд СРСР (1974-1991), СНД (1992) і Росії (1997-2014) в розіграші Кубка Девіса (41 матч) і команди СРСР в Кубку Федерації (1978-1980; 11 матчів). Під керівництвом Тарпіщева радянські тенісисти завоювали 26 золотих медалей на чемпіонатах Європи (1974-1983), ставали півфіналістами Кубка Девіса (1974, 1976) і Кубка Федерації (1978-1979), фіналістами Королівського Кубка (1981). Капітан збірної команди Європи в матчі Азія - Європа (1983). Радник Президента Російської Федерації з фізичної культури і спорту (1992-1994), Президент Національного фонду спорту (НФС) (1992 - липень 1994), голова Координаційного комітету по фізичній культурі і спорту при Президентові Росії (1993-1997). Голова Державного комітету Російської Федерації по фізичній культурі і туризму (1994-1996). Радник мера Москви з питань спорту та голова Ради директорів « Кубка Кремля » (з 1996). У 2002 році став членом президії Ради при Президентові Росії з фізичної культури і спорту, головою комісії з вироблення пріоритетних напрямків державної політики в галузі фізкультури і спорту, а також стратегії розвитку спорту в Росії.
У 26 років вступив в КПРС  . Член Виконавчого комітету Олімпійського комітету Росії (з 1994) і Міжнародного Олімпійського комітету (з 1996). У Казані ім'ям Шаміля Тарпіщева названа академія тенісу  .
Член редакційної колегії журналу «Теніс» (c 1994). Автор кнігː «Корт кличе» (1988), «Теніс. Перші кроки »(1990),« Азбука Тенісу »(1999),« Найдовший матч » (1999)  ,«Чудова сімка, або російські зірки світового тенісу» (2006), «Перший сет» (2008).
В ефірі телепрограми « Вечірній Ургант » 7 жовтня 2014 року Тарпіщев некоректно пожартував, назвавши відомих тенісисток сестер Вільямс «братами», за що був дискваліфікований Жіночою тенісною асоціацією (WTA) на один рік і оштрафований на 25 тисяч доларів .
Вболіває за московський футбольний клуб «Спартак».

## Нагороди та звання
- Орден «За заслуги перед Вітчизною» III ступеню (2 березня 2018 р.) — за великий внесок у розвиток фізичної культури і спорту, багаторічну сумлінну працю[9]
- Орден «За заслуги перед Вітчизною» IV ступеню (4 березня 2008 р.) — за заслуги в розвитку фізичної культури і спорту та багаторічну сумлінну працю[10]
- Орден Пошани (22 квітня 1994) — за високі спортивні досягнення на XVII зимових олімпійських іграх 1994 року[11]
- Орден Дружби (2017)[12]
- Медаль ордена «За заслуги перед Вітчизною» II ступеню
- Медаль «У пам'ять 1000-річчя Казані»
- Заслужений тренер СРСР (1985)
- Заслужений тренер РСФСР (1981)
- Заслужений працівник фізичної культури Мордовії
- Лауреат Державної премії Мордовії (2003)
- Орден Дружби 2 ступеню (Казахстан, 2008)[13]
- Ювілейна медаль «10 років Астані» (Казахстан, 2008)[14]

Почесні знаки
- - « За заслуги в розвитку фізичної культури і спорту »
  - « За заслуги в розвитку Олімпійського руху »
  - « Відмінник фізичної культури і спорту »
- Медаль «За заслуги в тенісі» (Міжнародна федерація тенісу, 1988)

заохочення
- Подяка Президента Російської Федерації ( 9 липня 1996 року ) - за активну участь в організації та проведенні виборчої кампанії Президента Російської Федерації в 1996 році [15]

## посилання
- Тарпищев, Шамиль — стаття в Лентапедії. 2012 р. (рос.)
- Міжнародний Об'єднаний Біографічний Центр
- Спортивна Росія